# Малинник
Мали́нник — лісовий масив на схід від міста Скалат Тернопільського району Тернопільської області. 
На хуторі Малинівка (нині виключений із обліку через переселення жителів), розташованому в «Малиннику», під час Першої світової війни діяли військовий лазарет, фтизіатричний санаторій. Під час німецько-радянської війни не раз стояли частини УПА. У 1943 році через «Малинник» проходило з'єднання Сидора Ковпака. 
Частина масиву розташована в межах комплексної пам'ятки природи «Музикова Скала». 